# 周顯宗 (嘉靖進士)
周顯宗（1499年—？），字子孝，號桃村、痴菴，山東東昌府濮州人，民籍，明朝政治人物。

## 生平
嘉靖元年（1522年）壬午科山東鄉試第三十五名舉人。嘉靖八年（1529年）中式己丑科會試第九十九名，登第三甲第六十二名進士。除秀水知縣，歷官漢中知府。有《桃村山人自適稿》。 

## 家族
曾祖周從義；祖父周通；父周良臣，母蘇氏。慈侍下。弟顯仁。